# Esther Benbassa

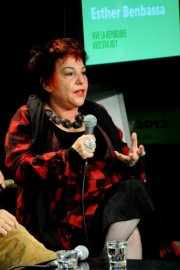
Esther Benbassa (2011)

Esther Benbassa (* 27. März 1950 in Istanbul) ist eine französisch-türkisch-israelische Historikerin und Judaistin. Sie hatte von 2000 bis zu ihrer Emeritierung 2018 den Lehrstuhl für neuere Geschichte des Judentums an der École pratique des hautes études inne. Von 2011 bis 2023 gehörte sie dem französischen Senat an, wo sie bis zu ihrem Fraktionsausschluss 2021 die Grünen (EELV) vertrat.

## Leben
Benbassa stammt aus einer wohlhabenden Familie sephardischer Juden in Istanbul. Ihre Mutter, mit der sie Ladino sprach, war eine der wenigen Überlebenden des von den deutschen Besatzern im Zweiten Weltkrieg ab 1943 verübten Völkermords an den Juden von Thessaloniki. 1965 wanderte Benbassa im Alter von 15 Jahren aus der Türkei nach Israel aus. 1972 schloss sie ihr Studium der Philosophie und französischen Literatur an der Universität Tel Aviv mit dem Bachelor-Grad ab. Im selben Jahr begann sie mit der Fortsetzung ihrer Studien an der Universität Paris VIII (Vincennes-Saint-Denis), die sie 1973 mit einer Maîtrise abschloss.
Das Staatsexamen für Sekundarschullehrer (CAPES) legte sie 1975 im Fach lettres modernes (moderne Sprachen und Literatur) ab und arbeitete anschließend bis 1988 (mit Unterbrechungen für ihre Forschungsarbeit) als Lehrerin. Mit einer Schrift über Die Kultur und die Pariser Kommune promovierte sie 1978 an der Universität Paris VIII (Prädikat sehr gut). Zwischen 1979 und 1991 übernahm Benbassa Lehraufträge für neuere und neueste jüdische Geschichte am Institut national des langues et civilisations orientales (INALCO), der Universität Paris III (Sorbonne Nouvelle) und der Hebräischen Universität Jerusalem. Sie erhielt 1982 das Türkisch-Diplom des INALCO. Von 1984 bis 1987 war sie aus dem Schuldienst als Forscherin an das Centre national de la recherche scientifique (CNRS) abgeordnet.
Ihr Doctorat d’Etat (entspricht etwa einer Habilitation) schloss sie 1987 an der Universität Paris III (Sorbonne Nouvelle) bei dem Orientalisten (Turkologen) Louis Bazin ab, Thema ihrer Arbeit war der letzte Großrabbiner des Osmanischen Reichs, Chaim Nahum, seine Rolle in der Politik und Diplomatie. 1988–89 war sie wissenschaftliche Mitarbeiterin (Postdoc) an der Hebräischen Universität Jerusalem. Von 1989 bis 2000 fungierte sie als Forschungsdirektorin am renommierten CNRS. Parallel unterrichtete sie von 1991 bis 2000 im Doktorandenseminar Moderner Okzident der Universität Paris IV (Paris-Sorbonne), wo sie den Promotionsprogrammen für Geschichte und (seit 1998) für Religionsgeschichte angehörte.
Gastprofessuren führten sie an das Moses Mendelssohn Zentrum für europäisch-jüdische Studien der Universität Potsdam (1996), die Universität Genf (1999), die Universität Lausanne (1999–2000), das Collegium Budapest (2002), das Netherlands Institute for Advanced Study (2004–05) und an die New York University (2008).
Im Jahr 2000 berief sie die École pratique des hautes études (EPHE) als directrice d'études auf den Lehrstuhl für neuere Geschichte des Judentums. Sie gründete 2002 das Centre Alberto Benveniste für sephardische Studien und soziokulturelle Geschichte der Juden, das sie bis 2018 auch leitete. Es ist seit 2010 ein Bestandteil der gemeinsamen Forschungseinheit Centre Roland Mousnier von CNRS, EPHE und Universität Paris IV, deren stellvertretende Direktorin sie seither bis 2018 war.
Am 1. Oktober 2011 wurde sie als Senatorin über die Liste der Grünen Partei Frankreichs, Europe Écologie-Les Verts (EELV), in die 2. Kammer des französischen Parlaments gewählt. Dort vertrat sie das Département Val-de-Marne und war stellvertretende Vorsitzende des Gesetzgebungsausschusses. Bei der Senatswahl 2017 wurde sie wiedergewählt, diesmal jedoch als Senatorin von Paris. Im Juli 2021 wurde Benbassa von mehreren ihrer (ehemaligen) parlamentarischen und studentischen Mitarbeiter des Psychoterrors (harcèlement moral) beschuldigt. Mit Druck, Drohungen und Demütigungen soll sie ein „Klima der Angst“ geschaffen haben. Daraufhin wurde sie im September 2021 aus der grünen Fraktion ausgeschlossen und trat im Dezember desselben Jahres auch aus der Partei EELV aus. Sie behielt jedoch ihr Mandat als fraktionslose Senatorin bis zur Senatswahl im September 2023, bei der sie nicht mehr kandidierte.
Sie ist Autorin zahlreicher Werke zur jüdischen Geschichte und zur vergleichenden Geschichte von Minderheiten. Ihre Werke wurden in mehr als zehn Sprachen übersetzt. Esther Benbassa hat sich im jüdisch-islamischen Dialog und zu Fragen des Rassismus und der Diskriminierung engagiert. Immer wieder analysiert sie auch den israelisch-palästinensischen Konflikt und dessen Rückwirkungen auf Europa. Sie hat sich wiederholt gegen eine kritiklose Unterstützung der Politik Israels durch Juden in der Diaspora sowie gegen die von ihr beklagte Tendenz ausgesprochen, den Holocaust als religiösen Kult zu missbrauchen oder in einem „Krieg der Erinnerungen“ politisch zu instrumentalisieren.
Esther Benbassa ist mit ihrem Kollegen Jean-Christophe Attias verheiratet, der Professor für jüdisches Denken des Mittelalters an der EPHE ist und mit dem sie mehrere Bücher gemeinsam verfasst hat.

## Auszeichnungen
- 2005: Ritter des Ordre national du Mérite[9]
- 2006: Prix Seligmann für das Eintreten gegen Rassismus, Ungerechtigkeit und Intoleranz
- 2008: Prix Guizot (Bronzemedaille) der Académie française für La Souffrance comme identité
- 2011: Ritter der Ehrenlegion

## Schriften (Auswahl)
In deutscher Sprache liegen Übersetzungen einiger Bücher von Esther Benbassa vor:
- Jude sein nach Gaza. Les Éditions du Crieur Public, Hamburg 2010, ISBN 978-3-86850-832-1.
- mit Aron Rodrigue: Die Geschichte der sephardischen Juden. Von Toledo bis Saloniki. Winkler Verlag, Bochum 2005, ISBN 3-89911-012-9.
- mit Jean-Christophe Attias: Haben die Juden eine Zukunft? Ein Gespräch über jüdische Identitäten. Chronos, Zürich 2002, ISBN 3-0340-0562-8.
- Geschichte der Juden in Frankreich. Philo-Verlag, Berlin u. a. 2000, ISBN 3-8257-0144-1.